# やなぎやけいこ
やなぎや けいこ（本名：柳谷圭子、1942年6月8日 - ）は、日本の児童文学作家、翻訳家。

## 略歴
東京都生まれ。慶應義塾大学経済学部中退後、アルゼンチンのサルバドール大学に留学。
1980年『はるかなる黄金帝国』で産経児童出版文化賞受賞。以後、カトリックの立場からの著述、翻訳を行う。

## 著書
- 『ラ・プラタの太陽の下に 私のアルゼンチン留学記』（柳谷圭子名義、光風社書店） 1977.6.
- 『はるかなる黄金帝国』（旺文社） 1980.6.
- 『まぼろしの都のインカたち』（旺文社） 1982.7.
- 『そりをひいたルン』（女子パウロ会） 1984.11.
- 『ボートハウスのお客さま』（旺文社） 1985.10.
- 『ほんとうの王さま』（静一志共著、女子パウロ会） 1986.3.
- 『せわのやけるお客さま』（柳谷圭子名義、女子パウロ会） 1987.1.
- 『アンデスの天使 十二歳の福者』（ドン・ボスコ社） 1989.1.
- 『かみさまからのクリスマスプレゼント』（ドン・ボスコ社） 1989.10.
- 『くららおばさんは魔法使い?』（旺文社） 1989.4.
- 『チビゾウはぼくのともだち』（教育画劇） 1989.2.
- 『クリスマスのうたがきこえる』（ドン・ボスコ社） 1990.9.
- 『マザー・テレサ キリストの渇きを癒すために』（ドン・ボスコ社） 1990.4.、のちポプラポケット文庫
- 『クリスマス・イブにきたおとこのこ』（ドン・ボスコ社） 1992.9.
- 『ひみつの友だち』（旺文社） 1992.3.
- 『おばあちゃんイースターおめでとう』（日本基督教団出版局） 1993.3.
- 『愛の証し人 コルベ神父物語』（ドン・ボスコ社） 1994.6.
- 『二つの勲章 ダミアン神父の生涯』（ドン・ボスコ社） 1994.4.
- 『イエスの小さい花 リジューの聖テレーズの生涯』（ドン・ボスコ社） 1996.5.
- 『ふしぎ時間はいかが?』（旺文社） 1997.4.
- 『ガラスの花かご』（PHP研究所） 1998.6.
- 『サンタクロースへのてがみ』（守矢るり絵、日本基督教団出版局） 1998.10.
- 『食べもの』（ポプラ社、社会科はじめて大百科） 1998.4.
- 『のりものと交通』（ポプラ社、社会科はじめて大百科） 1998.4.
- 『アリの町のマリア 愛の使者北原怜子』（ドン・ボスコ社） 2002.5.
- 『地の果てまで 聖フランシスコ・ザビエルの生涯』（ドン・ボスコ社） 2004.8.

## 翻訳
- 『ヴェロニカのために』（ポルディ・バード、佐野洋子絵、河出書房新社） 1974.
- 『ちびくじらのぼうけん』（ロロ・リコ・デアルバ、ポプラ社） 1977.9.
- 『七つの白い石 南アメリカのお話』（女子パウロ会） 1978.6.
- 『ほたるとのばら ベネズエラの民話から』（フレイ・セサレオ・デ・アルメリャーダ再話、ほるぷ出版） 1983.7.
- 『たいようのこども、ワイラ』（エウセビオ・トポーコ、福武書店） 1989.7.
- 『クリスマスのかねがなるとき スペインのむかしばなしより』（ドン・ボスコ社） 1991.9.
- 『イエス・キリストの福音』（ミッリ・ヴァイ、日野武満共訳、ドン・ボスコ社） 1992.3.
- 『クリスマスのひかり』（アルベルト・ベネベッリ、ドン・ボスコ社） 1994.9.
- 『いつも喜びをマリア・マザレロ』（ドメニコ・アガッソ、ドン・ボスコ社） 1998.5.
- 『人々をうるおす泉のように マルセロ・スピノラの生涯』（ホセ・マリア・ハビエル、スピノラ修道女会共編、ドン・ボスコ社） 1998.3.
- 『せいしょ イエスさまのおはなし』（ニーチェ, ナディア・ヴィットーリ、ドン・ボスコ社） 2001.4.
- 『聖書物語 永遠の光』（ロイス・ロック、ドン・ボスコ社） 2003.4.
- 『こんやはねむれないよぉ こぐまたちのクリスマス』（リンダ・パリー、ドン・ボスコ社） 2004.9.
- 『ファンが悪魔をつかまえた メキシコの民話』（福音館書店） 2005.9.

## 参考
- マザー・テレサ - 子どもの伝記〈2〉（新装改訂版） - 紀伊國屋BookWeb